# Adio arme (film din 1957)
Adio arme (titlul original: în engleză A Farewell to Arms) este un film dramatic american, realizat în 1957 de regizorul Charles Vidor. 
Scenariul lui Ben Hecht, bazat parțial pe o piesă din 1930 de Laurence Stallings, a fost a doua adaptare de lung metraj a romanului omonim semi-autobiografic din 1929 al lui Ernest Hemingway. A fost ultimul film produs de David O. Selznick. O versiune din 1932 a filmului i-aa avut în distribuție pe Gary Cooper și Helen Hayes.
În rolurile principale au fost distribuiți actorii Rock Hudson, Jennifer Jones, Vittorio De Sica și Alberto Sordi. 

## Distribuție
- Rock Hudson – Frederick Henry
- Jennifer Jones – Catherine Barkley
- Vittorio De Sica – maiorul Alessandro Rinaldi
- Oskar Homolka – Dr. Emerich
- Mercedes McCambridge – domnișoara Van Campen
- Elaine Stritch – Helen Ferguson
- Kurt Kasznar – Bonello
- Victor Francen – colonelul Valentini
- Franco Interlenghi – Aymo
- Leopoldo Trieste – Passini
- José Nieto – maiorul Stampi
- Georges Bréhat – căptanul Bassi
- Johanna Hofer – doamna Zimmerman
- Eduard Linkers – locotenentul Zimmerman
- Eva Kotthaus – asistenta
- Alberto Sordi – părintele Galli
- Joan Shawlee – asistenta blondă

## Premii și nominalizări
- Oscar 1957: Nominalizare pentru cel mai bun actor în rol secundar pentru Vittorio De Sica

## Literatură
- Hemingway, Ernest, Adio, arme, București, 1969: Editura: Pentru Literatură, Colecția Biblioteca pentru toți, 356 pag.